# 도메스티크

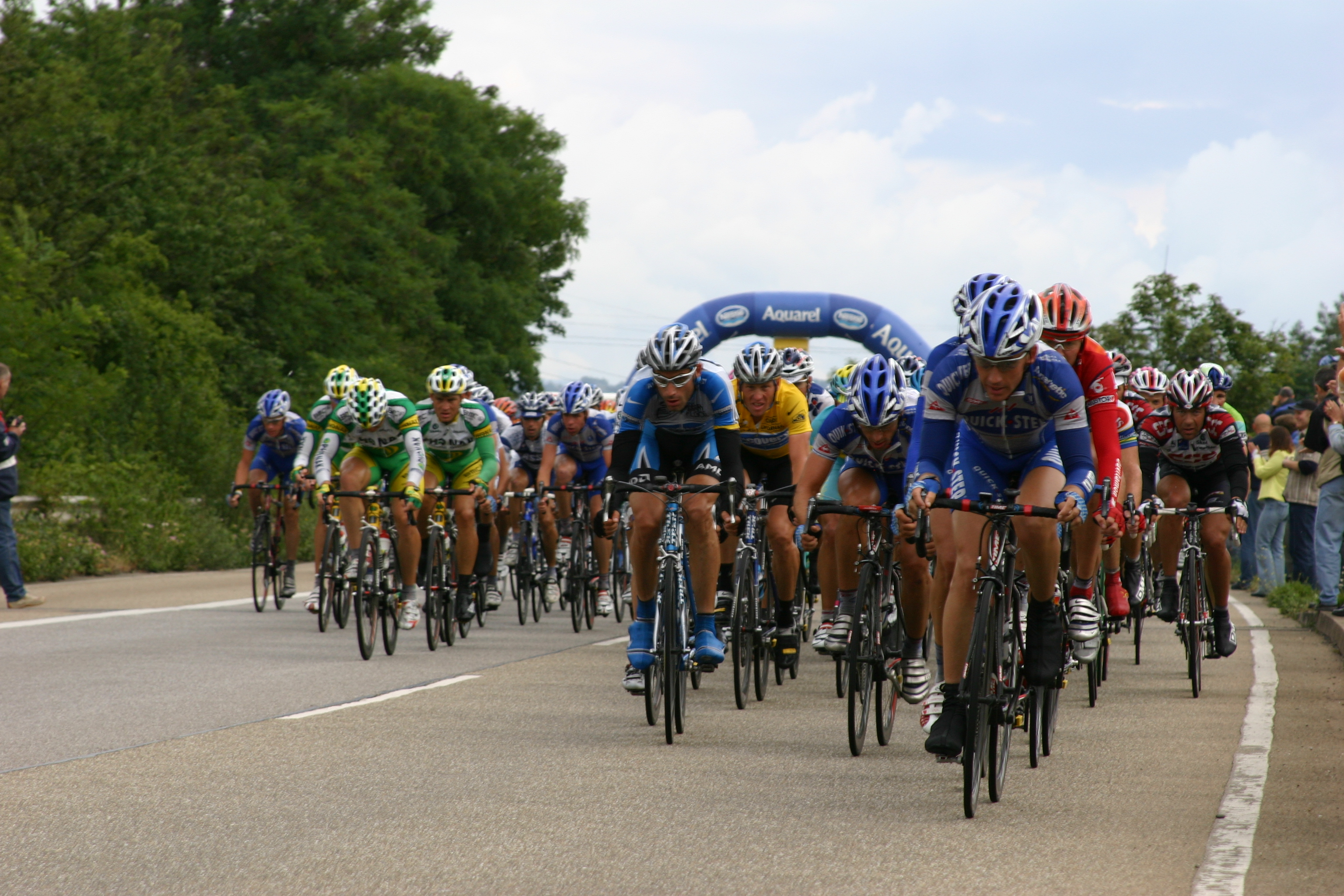
도메스티크들이 자기 팀의 리더가 경기 중 앞 쪽을 차지할 수 있게끔 펠러톤의 앞에서 열을 이루고 있다. 투르 드 프랑스의 노랑 저지를 입고 있는 팀 리더인 랜스 암스트롱이 앞에서 달리고 있다. 뒤에서 그를 지원하는 도메스티크인 죠지 힌캐피(George Hincapié)를 볼 수 있다.

도메스티크(Domestique)는 직접 순위 경쟁을 하지 않고 사이클 팀과 팀 대표의 경기를 돕는 선수이다. 이런 선수의 프랑스어 표현은 porterus d'eau(물통 운반자)이다. 이탈리아나 스페인에서는 gregario(친구)라는 용어를 사용하며, 벨기에와 네덜란드에서는 knecht(하인) 또는 helper(조력자)라는 용어를 사용한다.
경주 경기 선수로서는 독특한 일이지만, 팀의 리더가 경기에서 좋은 순위를 차지하도록 돕는다면 도메스티크의 등수는 중요하지 않다. 에디 머크(Eddy Merckx), 베르나르 이노(Bernard Hinault), 랑스 암스트롱(Lance Armstrong)과 같은 팀 리더의 명예를 나눠 가질 순 없지만, 도메스티크는 리더를 위해서 꼭 필요한 존재이기 때문에 인기가 있다. 예컨대 루시엥 애마르(Lucien Aimar)는 자크 앙크틸(Jacques Anquetil)의 도메스티크이었지만, 1966년 투르 드 프랑스 우승으로 많은 관심을 받았다. 투르 드 프랑스와 같은 투어 경기에서는, 도메스티크가 가끔 스테이지에서 1위를 차지하기도 한다. 도메스티크는 자신의 능력을 충분히 보여주게 되면 팀에서 더 중요한 역할을 맡는다.

## 역할
도메스티크의 주요 임무는 팀 지원 차량으로부터 물과 식량을 받아서 나머지 팀원에게 전달하고, 상대팀의 공격으로부터 팀원들을 보호하는 것이다. 도메스티크는 팀원에게 장비 문제가 발생했을 때에도 필수적이다. 주력 선수가 펑크가 나면, 도메스티크는 주력 선수를 보호하고, 바퀴 교체가 완료될 때까지 기다힌 후, 주력 선수가 빠른 시간 안에 원래 순위를 되찾을 수 있도록 드래프팅이 가능하게 주력 선수 앞에서 라이딩을 한다. 요즘엔 아주 드문 일이긴 하지만, 주력 선수가 사고를 당하여 자전거에 문제가 생겼을 경우 도메스티크는 자신의 자전거를 주력 선수에게 양보하기도 한다.

## 전략
도메스티크는 자신의 팀 전략을 유리하게 이끌고, 상대 팀의 전략에 맞서는 데 중요한 역할을 한다. 앞으로 치고 나감으로써 다른 팀이 따라올 수밖에 없도록 만든다. 차례로 자신의 팀을 위협하는 다른 팀이 치고 나갈 때 펠러톤의 앞에서 이끌어주어야 한다.
도메스티크는 스프린터가 선두에 나설 수 있게 도와준다. 즉 스프린터가 자신의 뒤에서 드래프팅하게 하여, 마지막 수백미터 앞까지 힘을 아낄 수 있게 해준다. 이런 포메이션을 리드 아웃(lead-out) 트레인이라 부른다. 그 후에 스프린터는 결승점을 맨 먼저 통과하기 위해 엄청난 속도로 가속하게 된다.
도메스티크와 비슷하게, 능숙한 클라이머는 자신의 팀 리더가 오르막에서 속도를 유지할 수 있게 해주거나, 다른 선수가 자신을 뒤따르게 하여 어택을 훼방 놓는다.

## 도메스티크 사이의 지위
도메스티크에도 지위가 존재한다. 좀 더 능숙한 선수는 보통 루테넌트(lieutenant)라고 부른다. 보통 루테넌트는 경기 중 극히 중요한 순간이 될 때까지 팀 리더와 같이 다닌다. 예를 들면, 암스트롱은 투르 드 프랑스의 중요한 산악 스테이지에서 후반부의 결정적인 어택을 하기 전에 페이스를 유지하기 위해 보통 두 세명의 팀원과 동행했다.

## 새로운 규칙 도입에 의한 영향
국제 자전거 경기 연합 채점 규정은 도메스티크와 자신의 팀 리더의 관계를 변화시켰다. 이 규정이 만들어지기 전까지는 선수들이 경기 최종 순위에 별 관심이 없었다. 그러나 이 규정이 만들어지면서, 프로 선수는 UCI가 인정한 경기마다 최종 순위에 따라서 점수가 주어진다. 이로 인해서 도메스티크는 자신의 팀 리더를 위해서 희생할 때 자신의 기록도 고려하게 되었다.
1990년대에는 무전기가 소개되면서, 팀원과 감독 간에 양방향이나 단방향으로 교신이 가능하게 되었다. 잘 조직된 팀은 경기를 변화시켰고, 경기 중 어디에 있든지 상관 없이 임무를 부여하게 되면서, 도메스티크의 중요성은 점점 더 높아지고 있다. 스프린트 트레인과 클라이밍 트레인이 만들어지면서 팀 전략의 중요성이 더욱 증가하였고, 너무 이르게 어택을 시도하는 작전이 줄어들었다.